# Alsóvarány község
Alsóvarány község (románul: Comuna Vrani) község Krassó-Szörény megyében, Romániában. Központja Alsóvarány, beosztott falvai Csorda, Hévér.

## Népessége
A 2011-es népszámlálás adatai alapján a község népessége 1070 fő volt.